# Lower Quarter Indijanci
Lower Quarter Indijanci, manje pleme ili skupina Indijanaca koji si 1700.-te živjeli oko 10 milja od rijeke Neuse i 40 milja od  'grada'  Adshusheer, možda na mjestu današnjeg Raleigha u Sjevernoj Karolini. O njima ništa dalje nije poznato a spominje ih John Lawson (1714) u Hist. Car. 98, 1860.

## Vanjske poveznice
- John Lawson, Hugh T. Lefler, A New Voyage to Carolina